# Puerta de Saint Martin
La puerta de Saint Martin (en francés: Porte Saint-Martin) es un monumento parisino situado en el X Distrito en el trazado del antiguo vallado de la ciudad. Se encuentra a escasa distancia de la puerta de Saint Denis, un monumento de similares características.

## Historia
Fue construida en 1674 por orden de Luis XIV, para celebrar sus proezas en el campo de batalla, conmemorando así sus victorias en el Rin y en el Franco Condado. Pierre Bullet, un alumno de François Blondel (quién construyó para el mismo propósito la Puerta de Saint Denis) fue el encargado del proyecto.
En 1862, Prosper Mérimée la catalogó como monumento histórico. Fue restaurada en 1988.

## Descripción
Es un arco de triunfo de 18 metros de altura construido en piedra caliza. El ático es de mármol. En la construcción se observan hasta cuatro bajos relieves que representan diferentes alegorías :
En la parte norte se evoca : 
- la toma de Limburgo en 1675 obra de Pierre Ier Legros bajo la representación de una mujer sentada cerca de un león tumbado.
- la derrota de los alemanes, obra de Gaspard Marsy bajo la representación de Luis XIV a la imagen del Dios Marte empuñando un escudo de Francia gracias al cual rechaza el águila germano protegiendo así a una mujer y a un anciano.

En la parte sur se recoge : 
- la ruptura de la Triple Alianza de Étienne le Hongre. En ella Luis XIV aparece representado esta vez como Hércules.
- la toma de Besanzón de Martin van den Bogaert.